# Người Pháp
Người Pháp (tiếng Pháp: Français) là một dân tộc chủ yếu sinh sống ở Tây Âu, có chung nền văn hóa, lịch sử và ngôn ngữ Pháp, gắn liền với đất nước Pháp.
Người Pháp, đặc biệt là những người bản xứ nói ngôn ngữ Oïl từ miền bắc và miền trung nước Pháp, chủ yếu có nguồn gốc từ người La Mã (nền văn minh cổ đại Gallo-Roman, người Xen-tơ và bộ tộc Italic gốc Ý ở Tây Âu), dân tộc Gaul (bao gồm cả người Belgae), cũng như các chủng tộc Đức như người Frank, người Visigoth, người Suebi và người Burgundy đã định cư ở Gaul từ phía đông sông Rai-nơ sau khi Đế chế La Mã sụp đổ, cũng như nhiều làn sóng di cư bất thường ở cấp độ thấp hơn sau đó vẫn tiếp tục cho đến ngày nay.
Người Bắc Âu cũng định cư ở Normandy vào thế kỷ thứ 10 và đóng góp đáng kể vào nguồn gốc tổ tiên của người Norman. Hơn nữa, các nhóm dân tộc thiểu số khu vực cũng tồn tại ở Pháp có dòng dõi, ngôn ngữ và văn hóa riêng biệt như người Breton ở Bretagne, người Occitan ở Occitania, người ở xứ Basque thuộc Pháp, người Catalunya ở phía bắc Catalunya, người Đức ở Alsace, người Corse ở Corsica và người Flemings ở vùng Flanders thuộc Pháp.
Nước Pháp từ lâu đã là một sự pha trộn của các phong tục địa phương và sự khác biệt giữa các vùng miền, và trong khi hầu hết người Pháp vẫn nói tiếng Pháp như tiếng mẹ đẻ, thì các ngôn ngữ như Picard, Poitevin-Saintongeais, tiếng Franco-Provençal, Occitan, Catalan, Auvergnat, tiếng Corse, Basque, Flemish thuộc Pháp, Lorraine Franconia, tiếng Alsace, Norman và Breton vẫn được sử dụng ở các khu vực tương ứng. Tiếng Ả Rập cũng được sử dụng rộng rãi, được cho là ngôn ngữ thiểu số lớn nhất ở Pháp tính đến thế kỷ 21 (vị trí trước đây thuộc về tiếng Breton và tiếng Occitan).
Xã hội Pháp hiện đại là nơi giao thoa nhiều nền văn hóa.
Từ giữa thế kỷ 19, nơi đây đã chứng kiến số lượng người nhập cư với tỉ lệ cao, chủ yếu bao gồm người Tây Ban Nha, Bồ Đào Nha, Ý, Ả Rập-Berber, Do Thái, Châu Phi cận Sahara, Trung Quốc và các dân tộc khác từ Châu Phi, Trung Đông và Đông Á, và chính phủ đã định nghĩa Pháp là một quốc gia bao gồm với các giá trị phổ quát, ủng hộ sự đồng hóa thông qua đó những người nhập cư được kỳ vọng sẽ tuân thủ các giá trị và chuẩn mực văn hóa của nước Pháp.
Ngày nay, trong khi chính phủ đã cho phép những người nhập cư giữ lại nền văn hóa riêng biệt của họ kể từ giữa những năm 1980 và yêu cầu họ chỉ cần hòa nhập, công dân Pháp vẫn coi quốc tịch của cá nhân họ là quyền công dân theo luật của nước Pháp.
Ngoài đất liền thuộc địa phận nước Pháp, người Pháp và người gốc Pháp có thể được nhìn thấy trên toàn thế giới, ở các tỉnh và vùng lãnh thổ hải ngoại của Pháp như Tây Ấn thuộc Pháp (vùng Caribe thuộc Pháp) và ở các quốc gia nước ngoài có nhóm dân số nói tiếng Pháp đáng kể hoặc không, chẳng hạn như Hoa Kỳ (người Mỹ gốc Pháp), Canada (người Canada gốc Pháp), Argentina (người Argentina gốc Pháp), Brazil (người Brazil gốc Pháp), Mexico (người Mexico gốc Pháp), Chile (người Chile gốc Pháp) và Uruguay (người Uruguay gốc Pháp).

## Quyền công dân và nơi cư trú hợp pháp
Khu vực có số dân đáng kể
Theo điều khoản đầu tiên trong Hiến pháp của nước Cộng hòa Pháp, việc trở thành người Pháp có nghĩa là trở thành công dân của nước Pháp, bất kể nguồn gốc, chủng tộc hay tôn giáo của người đó. (sans distinction d'origine, de race ou de religion).
Theo các nguyên tắc của mình, nước Pháp đã cống hiến hết mình cho vận mệnh của một quốc gia dựa trên sự đề xuất (tiếng Anh: proposition nation, một quốc gia được thành lập trên một ý tưởng, không phải được thành lập dựa trên một dân tộc chung hoặc nguồn gốc chung), một lãnh thổ chung nơi mọi người chỉ bị giới hạn bởi tiếng Pháp và việc sẵn sàng chung sống cùng nhau, theo định nghĩa của Ernest Renan "plébiscite de tous les jours" (cuộc trưng cầu ý dân hàng ngày) về sự sẵn lòng sống chung, trong bài luận năm 1882 của Renan ("Qu'est-ce qu'une nation?").
Cuộc tranh luận liên quan đến việc lồng ghép quan điểm này với các nguyên tắc cơ bản của Cộng đồng Châu Âu vẫn còn bỏ ngỏ.
Nước Pháp từ trước đến nay luôn mở cửa cho người nhập cư, mặc dù điều này đã thay đổi trong những năm gần đây. Đề cập đến sự cởi mở được đã được nhận thức này, Gertrude Stein, đã viết: "Mỹ là đất nước của tôi nhưng Paris là quê hương của tôi".
Trên thực tế, đất nước này từ lâu đã coi trọng sự cởi mở, khoan dung và chất lượng dịch vụ sẵn có.
Đơn xin gia nhập quốc tịch Pháp thường được hiểu là từ bỏ lòng trung thành với quốc gia trước đây trừ khi có thỏa thuận về quyền công dân kép giữa hai quốc gia (ví dụ, đây là trường hợp của Thụy Sĩ: một người có thể mang hai quốc tịch Pháp và  Thụy Sĩ). Các hiệp ước châu Âu đã chính thức cho phép di chuyển và công dân châu Âu được hưởng các quyền chính thức để làm việc trong khu vực nhà nước (mặc dù không phải với tư cách là thực tập sinh trong các ngành riêng biệt, ví dụ như thẩm phán).
Tự coi mình là một quốc gia hòa nhập với những giá trị phổ quát, Pháp luôn coi trọng và ủng hộ mạnh mẽ sự đồng hóa. Tuy nhiên, thành công của sự đồng hóa như vậy gần đây đã bị đặt dấu hỏi. Sự bất mãn ngày càng tăng đối với và bên trong các khu vực văn hóa dân tộc đang phát triển (chủ nghĩa cộng đồng). Các cuộc bạo loạn ở Pháp năm 2005 tại một số vùng ngoại ô nghèo đói và bất ổn (les quartiers senses) là một ví dụ về những căng thẳng như vậy. Tuy nhiên, điều này không nên được hiểu là xung đột sắc tộc (như đã xuất hiện trước đây ở các quốc gia khác như Mỹ và Anh) mà là xung đột xã hội nảy sinh từ các vấn đề kinh tế xã hội gây nguy hiểm cho sự hội nhập đúng đắn.

## Lịch sử
Về mặt lịch sử, di sản của người Pháp phần lớn có nguồn gốc từ bộ lạc Celt hoặc Gallic, Latin (La Mã), bắt nguồn từ các quần thể người Gaul hoặc người Xen-tơ cổ đại và trung cổ từ Đại Tây Dương đến Rhone Alps, các bộ lạc người Đức định cư ở Pháp từ phía đông sông Rai-nơ và Bỉ sau khi Đế chế La Mã sụp đổ như người Frank, người Burgundy, người Allemanni, người Visigoth và người Suebi, các bộ lạc người Latinh và La Mã như người Liguria và người Gallo-Roman, người Basque và người Norse phần lớn định cư ở Normandy vào đầu thế kỷ thứ 10 cũng như người "Breton" (người Briton gốc Celt) định cư ở Bretagne ở miền Tây nước Pháp.
Tên "tiếng Anh: France" về mặt từ nguyên bắt nguồn từ Francia, lãnh thổ của người Frank. Người Frank là một bộ tộc người Đức đã tràn vào xứ Gaul của La Mã vào cuối Đế chế La Mã.

### Khu vực Celt và Gaul thời Đế quốc La Mã

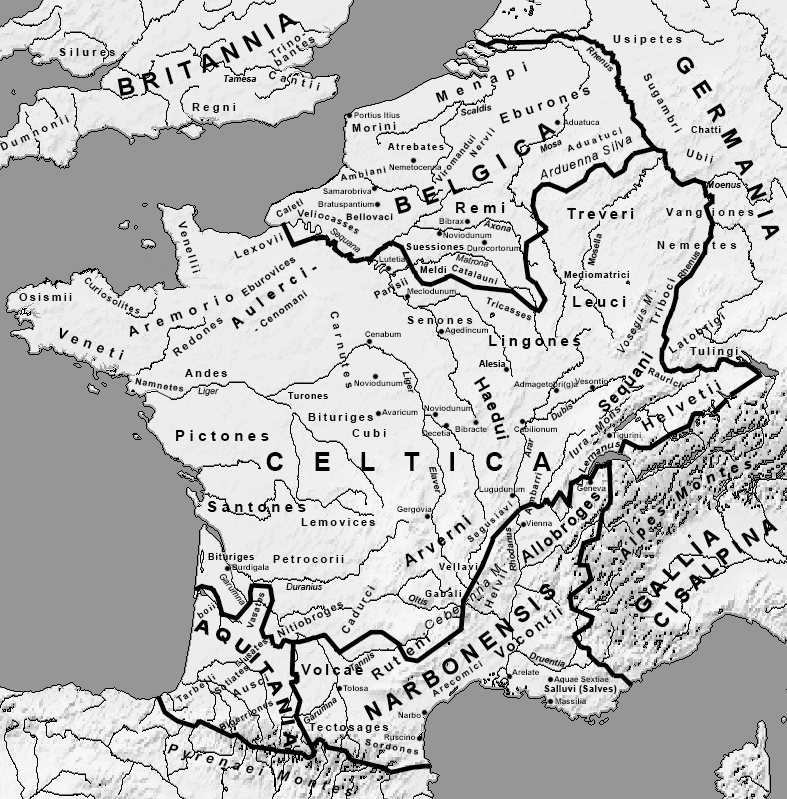
Bản đồ xứ Gaul trước khi người La Mã hoàn tất cuộc chinh phục (khoảng năm 58 TCN) và năm khu vực chính: Celtica, Belgica, Cisalpina, Narbonensis và Aquitania.

Vào thời kỳ tiền La Mã, Gaul (một khu vực của Tây Âu bao gồm toàn bộ những gì ngày nay được biết đến là Pháp, Bỉ, một phần của Đức và Thụy Sĩ, và Bắc Ý) là nơi sinh sống của nhiều dân tộc được gọi chung là các bộ lạc Gaul. Tổ tiên của họ là người Celt đến từ Trung Âu vào thế kỷ thứ 7 trước Công nguyên hoặc sớm hơn , và những người không phải người Celt bao gồm người Liguria, người Aquitani và người Basque ở Aquitaine. Người Belgae sống ở khu vực phía bắc và phía đông có thể đã có sự pha trộn của người Đức; nhiều người trong số những dân tộc này đã nói tiếng Gaul vào thời điểm người La Mã chinh phạt.
Gaul bị quân đoàn La Mã chinh phục về mặt quân sự vào năm 58–51 trước Công nguyên dưới sự chỉ huy của Tướng Julius Caesar, ngoại trừ vùng đông nam đã bị chinh phục khoảng một thế kỷ trước đó. Trong sáu thế kỷ tiếp theo, hai nền văn hóa này đã hòa trộn, thành nền văn hóa lai tạp Gallo-La Mã. Vào cuối thời kỳ La Mã, ngoài những người xâm lược từ những nơi khác trong Đế quốc và người bản xứ Gaul, Gallia còn trở thành nơi sinh sống của một số nhóm dân nhập cư có gốc gác từ Đức và Scythia, chẳng hạn như người Alan.
Người ta cho rằng tiếng Gaul vẫn tồn tại đến thế kỷ thứ 6 ở Pháp, mặc dù nền văn hóa vật chất địa phương đã bị La Mã hóa đáng kể.
Cùng tồn tại với tiếng La-tinh, tiếng Gaul đã góp phần định hình các phương ngữ tiếng Latin thông tục phát triển thành tiếng Pháp, với các hiệu ứng bao gồm từ mượn và bản dịch mượn (gồm có oui, từ có nghĩa là "có"), thay đổi về âm và ảnh hưởng đến cách chia động từ và trật tự từ.
Ngày nay, thành trì cố định cuối cùng của ngôn ngữ Celt ở Pháp có thể được tìm thấy ở vùng tây bắc Bretagne, mặc dù đây không phải là kết quả của sự tồn tại của ngôn ngữ Gaul mà là kết quả của cuộc di cư của những người Celt nói tiếng Brythonic từ Anh vào thế kỷ thứ 5 sau Công Nguyên.
Tiếng La-tinh thông tục ở vùng Gallia mang một đặc điểm địa phương rõ rệt, một số trong đó được chứng thực bằng tranh graffiti, sau đó phát triển thành phương ngữ Gallo-Romance bao gồm tiếng Pháp và các ngôn ngữ gần gũi nhất.